# Kandari
Kandari es una ciudad censal situada en el distrito de Jalgaon en el estado de Maharashtra (India). Su población es de 16353 habitantes (2011). Se encuentra a orillas del río Tapi.

## Demografía
Según el censo de 2011 la población de Kandari era de 16353 habitantes, de los cuales 8570 eran hombres y 7783 eran mujeres. Kandari tiene una tasa media de alfabetización del 89,39%, superior a la media estatal del 82,34%: la alfabetización masculina es del 93,34%, y la alfabetización femenina del 85,10%.